# اجناسيو بيريز
اجناسيو بيريز (بالإسبانية: Ignacio Pérez Sierra)‏ (19 ديسمبر 1934 ميديلين كولومبيا - 16 نوفمبر 2009 ميديلين كولومبيا) هو لاعب كرة قدم كولومبي سابق، كان يلعب كلاعب وسط. شارك خلال مسيرته في كأس العالم لكرة القدم 1962.

## روابط خارجية
- اجناسيو بيريز على موقع الاتحاد الدولي (مؤرشف)  (الإنجليزية)